# Załadunek kul

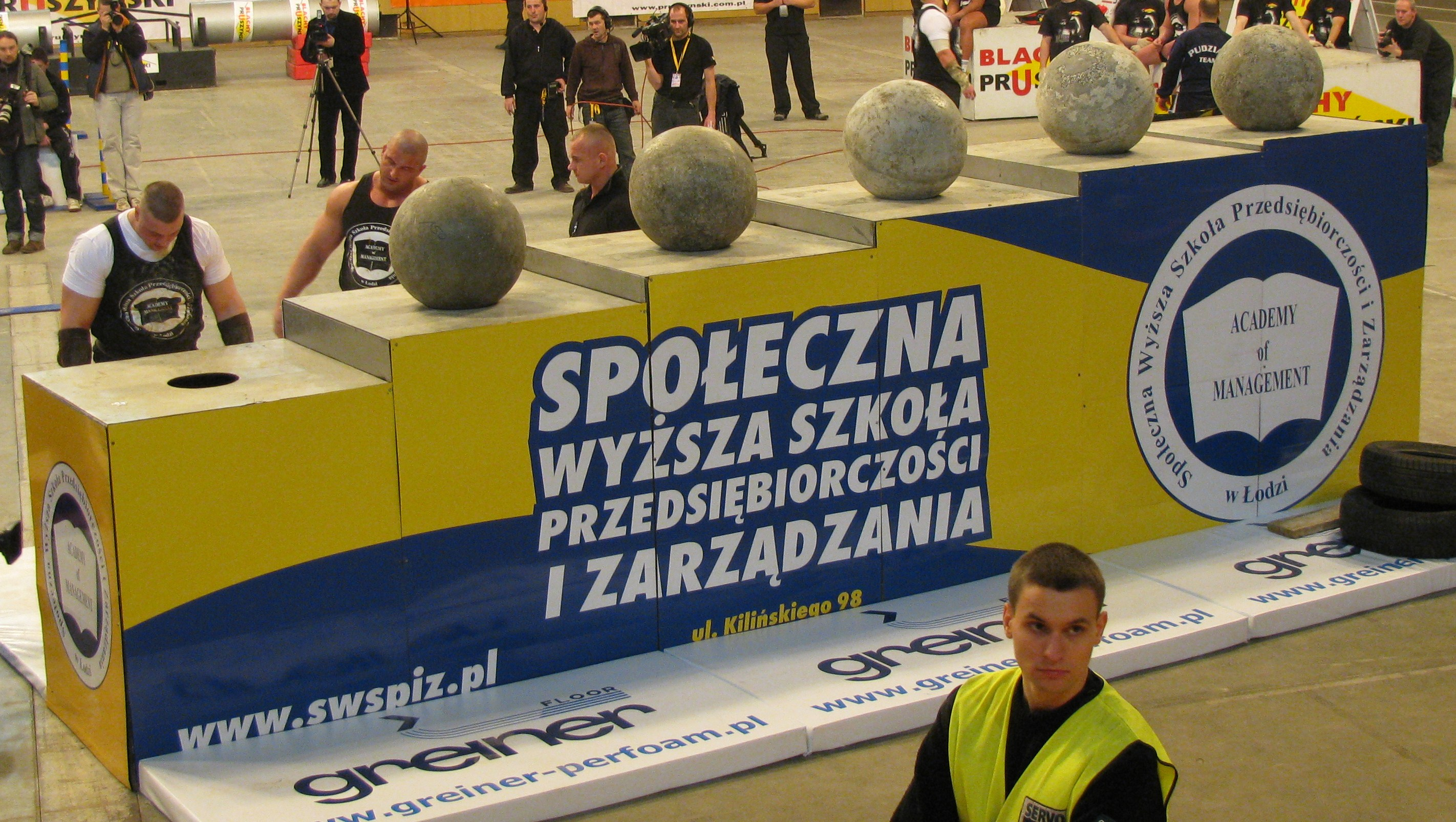
Podest na sześć kul, z malejącą wysokością.

Załadunek kul (ang. Atlas Stones) – konkurencja zawodów siłaczy.
Zadaniem zawodnika jest podniesienie z podłoża kuli i umieszczenie jej w uchwycie na podeście lub stalowej ramie, powyżej podłoża, w jak najkrótszym czasie. Kula musi pozostać unieruchomiona na konstrukcji, aby zawodnik mógł podnieść następną. Spadek kuli z podestu powoduje konieczność ponownego jej załadunku.
Kule wykonane są z kamienia lub betonu. Każda z nich ma inną masę. Używa się najczęściej pięciu lub sześciu sztuk, rozpoczynając od najlżejszej, narastająco do najcięższej.
Konkurencję rozgrywa się w dwóch wersjach:
- Bez dojścia

Kule znajdują się w bezpośredniej bliskości konstrukcji, na której będą umieszczane.
- Z dojściem

Kule znajdują się w pewnej odległości od miejsca załadunku i zawodnik musi dodatkowo pokonać z każdą z nich ten dystans.
Konkurencja jest rozgrywana w dwóch wariantach:
- Wariant ze stałą wysokością podestu

Wysokość podestu jest stała, niezależnie od masy kuli.

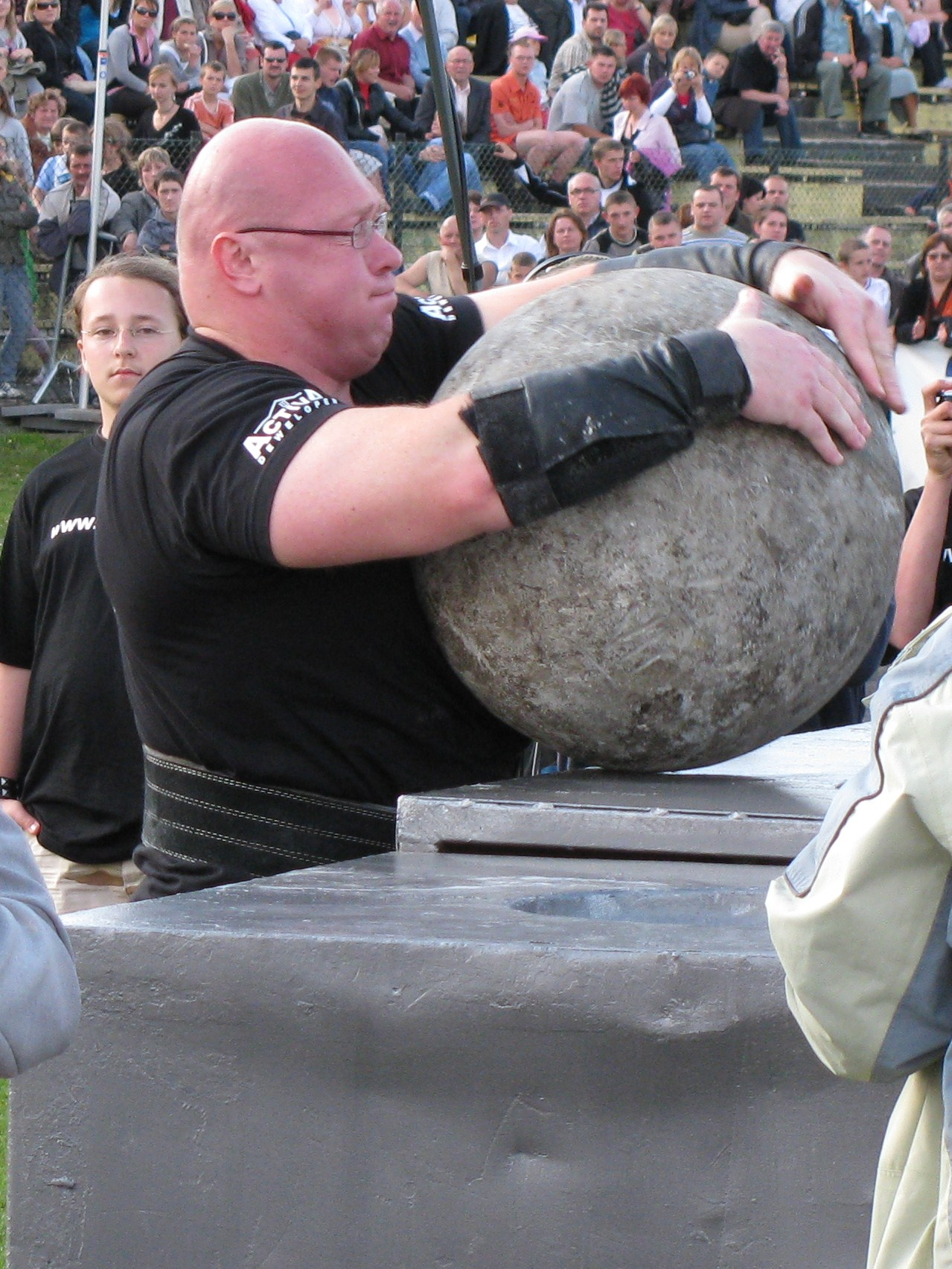
Załadunek kuli na podest.

- Wariant z malejącą wysokością podestu

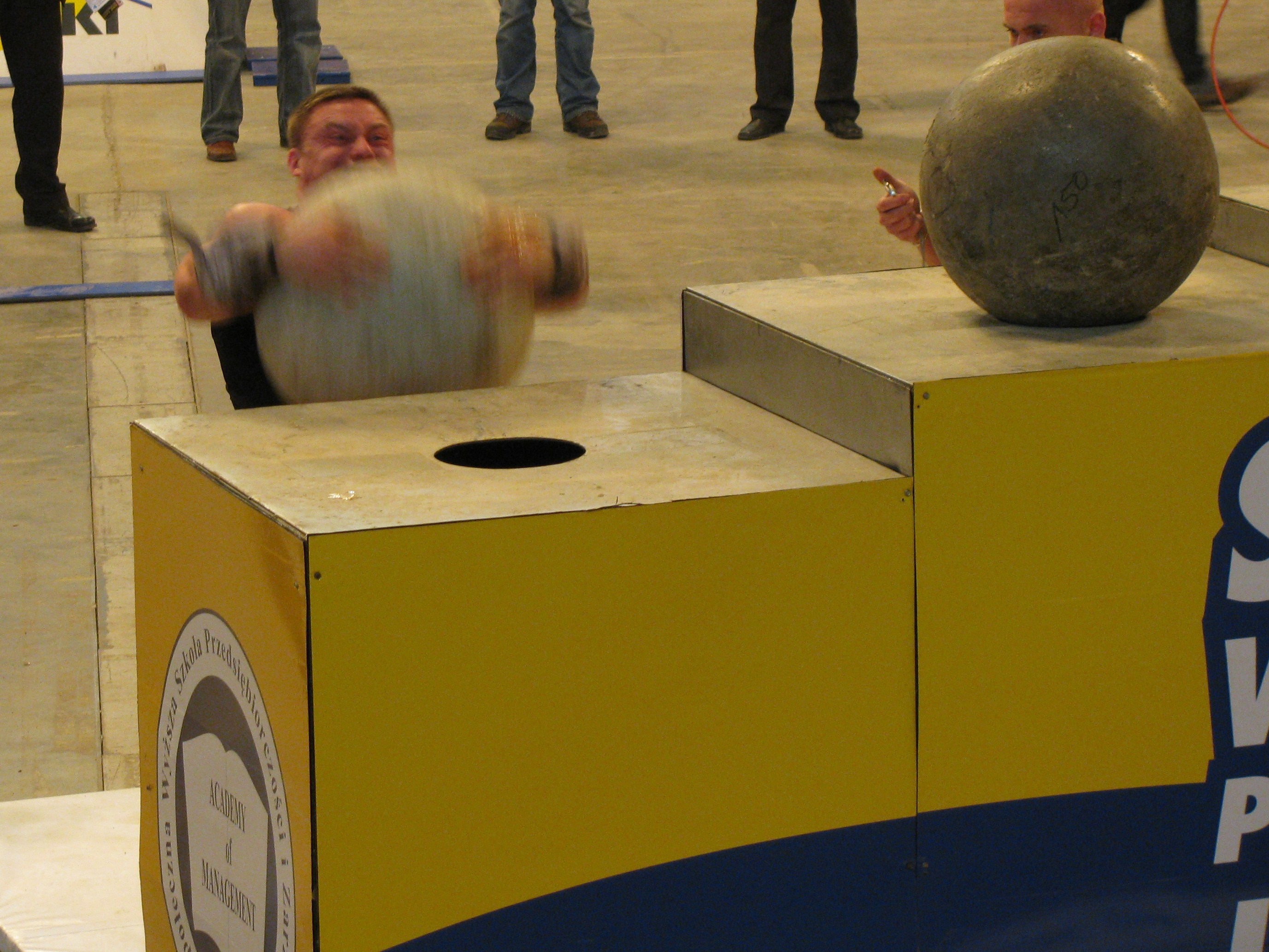
Załadunek ostatniej, najcięższej kuli.

Wraz ze wzrostem obciążenia (masy kuli), zmniejsza się wysokość podestu. Pierwsza, najlżejsza kula podnoszona jest na największą wysokość, zaś ostatnia, najcięższa na najmniejszą.
Kategorie wagowe kul:
- 110 kg
- 120 kg
- 130 kg
- 140 kg
- 150 kg
- 160 do 190 kg